# 2582 Harimaya-Bashi
2582 Harimaya-Bashi là một tiểu hành tinh vành đai chính với chu kỳ quỹ đạo là 2094.6735419 ngày (5.73 năm).
Nó được phát hiện ngày 16 tháng 9 năm 1981.